# Abdoulaye Sall
Pour les articles homonymes, voir Sall.
Abdoulaye Sall, né le 18 octobre 1948 à Kayes, est un homme politique malien, ancien ministre chargé des Relations avec les institutions dans le gouvernement de Cissé Mariam Kaïdama Sidibé. Socio-économiste, il est diplômé de l'École normale supérieure de Bamako et de l'Université de Nice en France en économie et droit du développement.
C'est par l'enseignement qu'il a commencé sa carrière professionnelle, avant d'être nommé inspecteur des sociétés et entreprises d'État, puis Directeur général de l'Office des produits agricoles au Mali (OPAM).
Abdoulaye Sall est un acteur du Cercle de Réflexion et d'Information (CRI), société civile malienne.

## Sources
- « Ministre chargé des Relations avec les Institutions : Abdoulaye Sall »